# Rafael Carrera

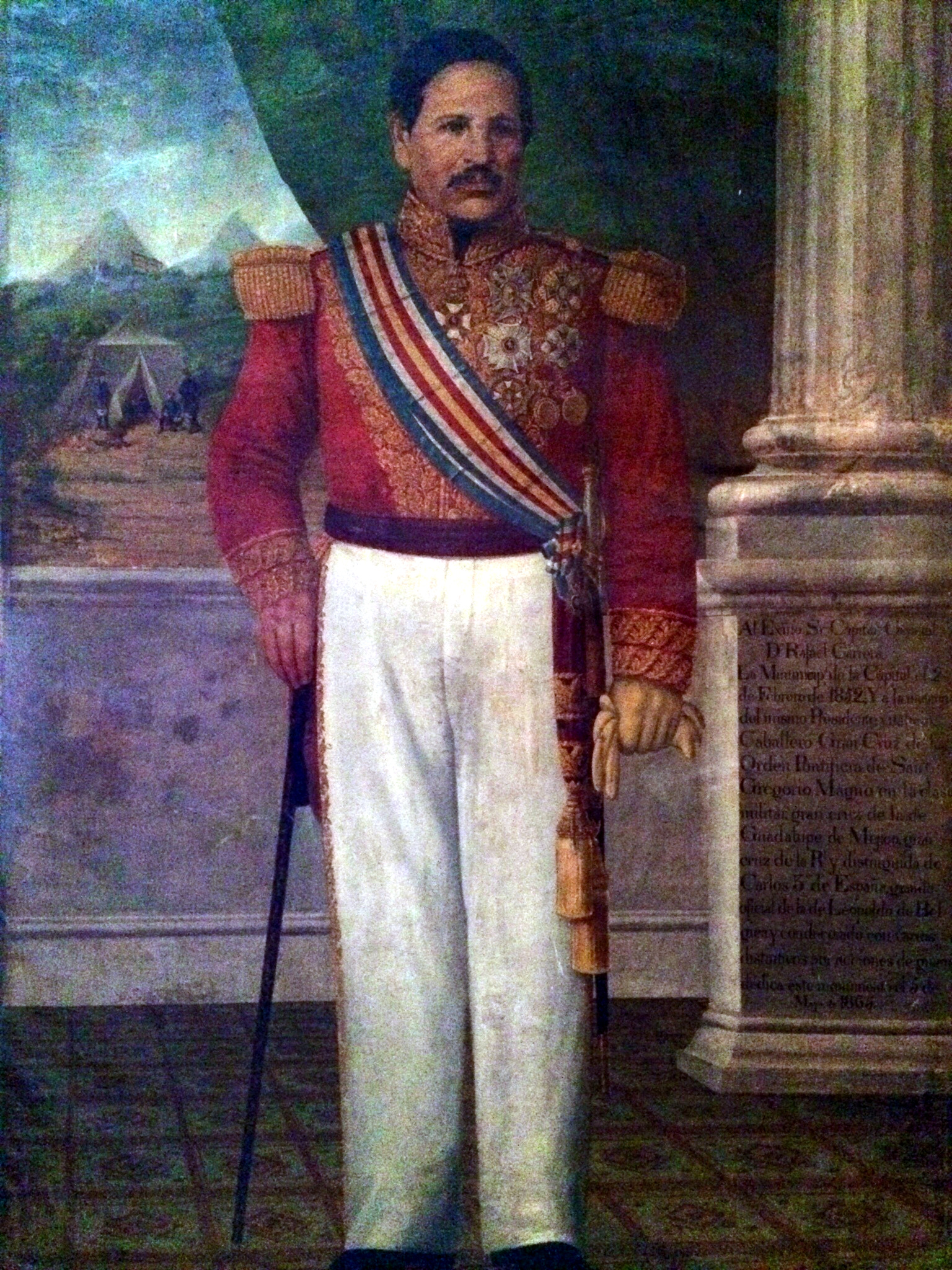
Rafael Carrera

José Rafael Carrera Turcios (Rodriguez (Guatemala), 24 oktober 1814 - Guatemala-Stad, 14 april 1865) was een Gualtemalteeks Indianenleider en dictator van Guatemala (1838-1865).

## Leven
Rafael Carrera was een mesties die geen opleiding had genoten en grotendeels ongeletterd was. Hij werkte als varkenshoeder. Hij had echter een groot charisma en was strijdvaardig. Tijdens de periode van de Verenigde Staten van Centraal-Amerika (federatie van Guatemala, Honduras, Costa Rica, Nicaragua en El Salvador; 1823-1840) was Carrera leider van de Centralisten. De Centralisten waren tegenstanders van de federatie (geleid door de liberale Federalisten) en waren een bonte mengeling van Indianen, mestiezen, klerikalen, grootgrondbezitters en conservatieven. De Federalisten waren sinds 1825 aan de macht. Grote leider der Federalisten was president José Francisco Morazán van Centraal-Amerikaanse Federatie. 
Het kwam spoedig tot een burgeroorlog tussen de Centralisten onder Carrera en de Federalisten onder Morazán. In 1838 greep Carrera in Guatemala de macht en op 17 april 1839 liet hij Guatemala uit de federatie stappen. Kort daarop werd de federatie ontbonden (1840) en verloor Morazán de macht. Tot 1865 bleef Carrera de onbetwiste leider van Guatemala. Hij werd gesteund door de rooms-katholieke Kerk, de conservatieven, de Indianen en de mestiezen. 
In 1840 werd hij stadhouder van Guatemala en opperbevelhebber van het leger.
Van 14 december 1844 tot 16 augustus 1848 was hij voor de eerste maal president van Guatemala. Op 21 maart 1847 bewerkstelligde hij de uitroeping van de republiek. Na zijn terugtreden bleef hij een machtig politicus. Pogingen in 1845 om de federatie nieuw leven in te blazen werden door hem krachtig bestreden. In 1851 versloeg hij het federalistisch leger van Honduras en El Salvador bij La Arada nabij Chiquimula. Hij werd daarna erkend als pacificator en nadat er een nieuwe grondwet was aanvaard werd Carrera op 6 november 1851 opnieuw tot president gekozen. Op 21 oktober 1854 werd hij tot president voor het leven gekozen.
Zijn voornaamste rivaal was de Hondurese president Gerardo Barrios. De animositeit tussen Carrera en Barrios leidde in 1863 tot een oorlog tussen Guatemala en Honduras. Dit leidde tot een gevoelige nederlaag voor Guatemala, maar Carrera gaf zich niet gewonnen en sloot een bondgenootschap met Nicaragua en Costa Rica. Het bondgenootschap begon daarop een oorlog met Honduras en El Salvador (bondgenoot van Honduras) wat leidde tot de bezetting van El Salvador en vrede met Honduras. Sindsdien genoot Carrera ook macht in beide staten.
Zijn binnenlandse politiek was gericht op de handhaving van orde. Carrera die als een absoluut heerser leefde liet tijdens zijn presidentschap de Jezuïeten, die sedert 1776 uit Guatemala werden geweerd, terugkeren. Hij onderhield goede relaties met Europese leiders.